# Apremont-sur-Allier

Apremont-sur-Allier este o comună în departamentul Cher, Franța. În 1 ianuarie 2022 avea o populație de 67 de locuitori.